# Matthias Menz
Matthias Menz (* 14. September 1981 in Steinbach-Hallenberg) ist ein ehemaliger deutscher Nordischer Kombinierer.

## Werdegang

### Erste Junioren-Erfolge
Menz wuchs in einer Sportlerfamilie auf. Der Enkel des ersten Ski-Abteilung-Leiters des SC Steinbach-Hallenberg und Sportlehrers Karl-Heinz Menz (1921–1974) kam durch seine Mutter, die im Kampfrichter- und Organisationsteam des Ski-Clubs Steinbach-Hallenberg führend tätig war, zum Skisport. Bereits in frühen Jahren seiner Kindheit begann er mit dem Skilanglauf und dem Skispringen, woraus sich später seine Tätigkeit als Nordischer Kombinierer entwickelte.
1994 gewann Menz die Thüringer Landesmeisterschaften. Kurze Zeit später beendete er die Bundesskispiele auf dem zweiten Gesamtrang. Auch im Folgejahr erreichte er mit Rang drei ein gutes Resultat. Nachdem er die Bundesskispiele 1995/96 als Vierter abgeschlossen hatte, startete er 1996 auch erstmals bei den OPA-Skispielen. Dabei errang Menz in Samoëns, Frankreich den vierten Platz. Bei den deutschen Jugendmeisterschaften 1996 erreichte Menz den 11. Rang. Den Deutschlandpokal 1996/97 konnte er nach zwei zweiten Rängen und einem Sieg in Oberhof gewinnen. Den Gesamtsieg wiederholte er in der folgenden Saison 1997/98.

### Debüt im A-Kader
Am 26. August 2000 gab er in Klingenthal sein internationales Debüt im Sommer-Grand-Prix. Dabei blieb er jedoch ohne Punkteerfolg. Im Januar 2001 gewann er in Klingenthal den B-Weltcup im Einzel. Daraufhin gab er am 10. Februar 2001 beim Gundersen-Wettbewerb in Liberec sein Debüt im Weltcup der Nordischen Kombination. Mit Platz 29 gelang ihm dabei auf Anhieb sein erster Punkteerfolg. Bis zum Ende der Saison 2000/01 blieb es jedoch der einzige Punktegewinn. Die Saison schloss er als 53. der Gesamtwertung ab.
In die Saison 2001/02 startete Menz wieder als Mitglied des B-Kaders im B-Weltcup. Erst Ende Dezember kam er zurück in den A-Kader und landete im Einzel in Oberwiesenthal auf einem guten 16. Rang. Im Januar 2002 gelang ihm in Liberec mit dem sechsten Rang im Sprint sein bis dahin bestes Weltcup-Ergebnis. Nachdem er beim Sommer-Grand-Prix 2002 durchwachsene Ergebnisse erreicht hatte, startete Menz in seine erfolgreichste Saison 2002/03 mit einem vierten Rang in Kuusamo. Da er auch die weiteren Weltcups alle bis auf Chaux-Neuve in den Punkterängen beendete, gehörte er bei der Nordischen Skiweltmeisterschaft 2003 im italienischen Val di Fiemme zum ersten und einzigen Mal zu einem WM-Team. Im Sprint erreichte Menz den 11. Rang. Die Saison beendete er, nachdem er in Oslo noch einmal Rang sechs erreichte auf dem 16. Platz der Weltcup-Gesamtwertung.

### Leistungseinbruch und Karriereende
In der Folge gelangen ihm nur noch selten Erfolge im Weltcup. Im Dezember 2003 wechselte Menz vorübergehend zurück in den B-Weltcup, bevor er im Februar und März 2004 noch einmal durchwachsene Ergebnisse im Weltcup erzielte. Bestes Ergebnis war dabei Rang 25 in Oslo. Am 11. Februar 2005 startete er erstmals mit der Mannschaft beim Team-Weltcup. Dabei erreichte er gemeinsam mit Georg Hettich und Sebastian Haseney den zweiten Platz. Im Einzel-Weltcup blieb er auch in der Folge weiter ohne vordere Plätze. Im Januar 2007 ging Menz noch einmal zurück in den B-Weltcup und gewann dort das Massenstart-Rennen im Val di Fiemme. Für die Nordische Skiweltmeisterschaft 2007 erhielt Menz von Bundestrainer Hermann Weinbuch keinen Startplatz.
Beim Sommer-Grand-Prix 2007 gelang es Menz mit der Mannschaft in Berchtesgaden erneut auf dem Podest zu landen. Zu Beginn der Saison 2007/08 gewann er im B-Weltcup den Einzel-Wettbewerb in Høydalsmo, bevor er an gleicher Stelle am Tag zuvor Rang zwei im Sprint erreichte. Auch in Vuokatti stand er dreimal auf dem Podium. Nachdem er daraufhin kurzfristig einen Platz im Weltcup-Kader bekam, erreichte Menz mit Rang 12 in Oberhof das beste Weltcup-Resultat der Saison. Beim Sommer-Grand-Prix 2008 gelangen ihm in Hinterzarten und Oberstdorf zwei Top-10-Platzierungen.
Im Januar 2009 startete Menz schließlich wieder im zwischenzeitlich zum Continentalcup der Nordischen Kombination umbenannten B-Weltcup. Dabei gewann er noch einmal die Wettbewerbe in Eisenerz und Rovaniemi, bevor er zum Ende der Saison seine aktive Karriere beendete. Und das obwohl er in der Saison mit Abstand in der Gesamtwertung den Sieg erreichte.

## Statistik

### Weltcup-Statistik
Die Tabelle zeigt die erreichten Platzierungen im Einzelnen.
- Platz 1.–3.: Anzahl der Podiumsplatzierungen
- Top 10: Anzahl der Platzierungen unter den ersten zehn
- Punkteränge: Anzahl der Platzierungen innerhalb der Punkteränge
- Starts: Anzahl gelaufener Rennen in der jeweiligen Disziplin

| Platzierung         | Einzel a | Sprint | Massenstart | Team   | Team    | Gesamt |
| Platzierung         | Einzel a | Sprint | Massenstart | Sprint | Staffel | Gesamt |
| ------------------- | -------- | ------ | ----------- | ------ | ------- | ------ |
| 1. Platz            |          |        |             |        |         |        |
| 2. Platz            |          |        |             |        | 2       | 2      |
| 3. Platz            |          |        |             |        |         |        |
| Top 10              | 1        | 4      | 1           |        | 2       | 8      |
| Punkteränge         | 20       | 34     | 5           |        | 2       | 61     |
| Starts              | 39       | 46     | 11          |        | 2       | 98     |
| Stand: Karriereende |          |        |             |        |         |        |